# Dieter Henning
Dieter Henning (* 5. Juni 1936 in Berlin; † 13. Dezember 2007 in Aachen) war ein deutscher Ingenieur und von 1993 bis 1999 Vorstandsvorsitzender der Rheinbraun AG.

## Leben und Wirken
Henning arbeitete nach seinem Bergbaustudium als wissenschaftlicher Mitarbeiter an der späteren Technischen Universität Clausthal. Seit dem Sommersemester 1958 war er Mitglied der Alten Leobener Burschenschaft Germania zu Clausthal (heute Halle–Leobener Burschenschaft Germania).
In Clausthal wurde er 1969 mit der Arbeit Untersuchungen über den Einfluß der wärmetechnischen Vorbehandlung auf die Schubfestigkeit von Kaolin  zum Dr.-Ing. promoviert. 1969 begann er als Betriebs-Ingenieur bei der damaligen Rheinbraun AG im Tagebau Frechen. Von 1977 bis 1990 war er Betriebsdirektor des Tagebaus Hambach. Anschließend ging er in die neuen Bundesländer und war dort von 1990 bis 1993 Vorstandsvorsitzender der Lausitzer Braunkohle AG in Senftenberg. Anschließend wechselte er in den Vorstand der Rheinbraun AG, deren Vorstandsvorsitzender er in den Jahren 1993 bis 1999 war. Er war zugleich Mitglied im Vorstand der RWE AG.

## Auszeichnungen
- 1993: Ehrendoktorwürde Dr.-Ing. h. c. der RWTH Aachen.[5]
- 2000: Georg Agricola-Denkmünze der Gesellschaft der Metallurgen und Bergleute[6]
- 2000: Ehrenmitglied der Gesellschaft der Metallurgen und Bergleute[7]

## Schriften
- Untersuchungen über den Einfluß der wärmetechnischen Vorbehandlung auf die Schubfestigkeit von Kaolin. Dissertation. Technische Universität Clausthal 1969.[8]
- Im Vorfeld der Eifel – Der Aufschluß des Tagebaues Hambach. In: Eifeljahrbuch. Verlag des Eifelvereins, Düren 1979, S. 69–76.[9]
- mit Klaus Müllensiefen: Herstellung von Flächen für die forstwirtschaftliche Rekultivierung, dargestellt am Beispiel der Außenkippe Sophienhöhe und des Braunkohlentagebaus hambach. In: Braunkohle. Heft 12, 1990, S. 11–18.
- Moderne Tagebautechnik und Rekultivierung. In: Braunkohle. Heft 12, 1991, S. 16–19.
- Kontinuierliche Tagebautechnik im Rheinischen Braunkohlenrevier. In: Braunkohle. Heft 8, 1995, S. 14–25.[10]